# Pteronarcyidae
Pteronarcyidae är en familj av bäcksländor. Pteronarcyidae ingår i överfamiljen Pteronarcyoidea, ordningen bäcksländor, klassen egentliga insekter, fylumet leddjur och riket djur. Enligt Catalogue of Life omfattar familjen Pteronarcyidae 12 arter. 
Kladogram enligt Catalogue of Life:
| Pteronarcyidae | \| \| Pteronarcella \| \| \| \| \| \| Pteronarcys \| \| \| \| |
|                | \| \| Pteronarcella \| \| \| \| \| \| Pteronarcys \| \| \| \| |
|                | Peltoperlidae                                                 |
|                |                                                               |
|                | Styloperlidae                                                 |
|                |                                                               |
|                | Pteronarcella                                                 |
|                |                                                               |
|                | Pteronarcys                                                   |
|                |                                                               |

|  | Pteronarcella |
|  |               |
|  | Pteronarcys   |
|  |               |

## Bildgalleri

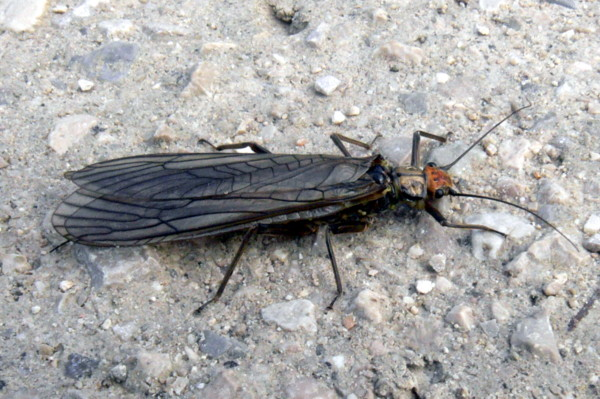
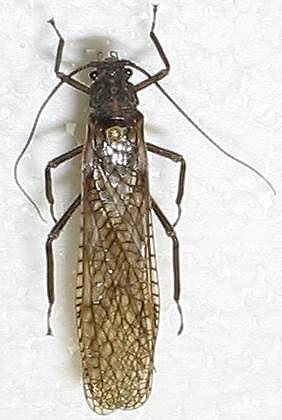
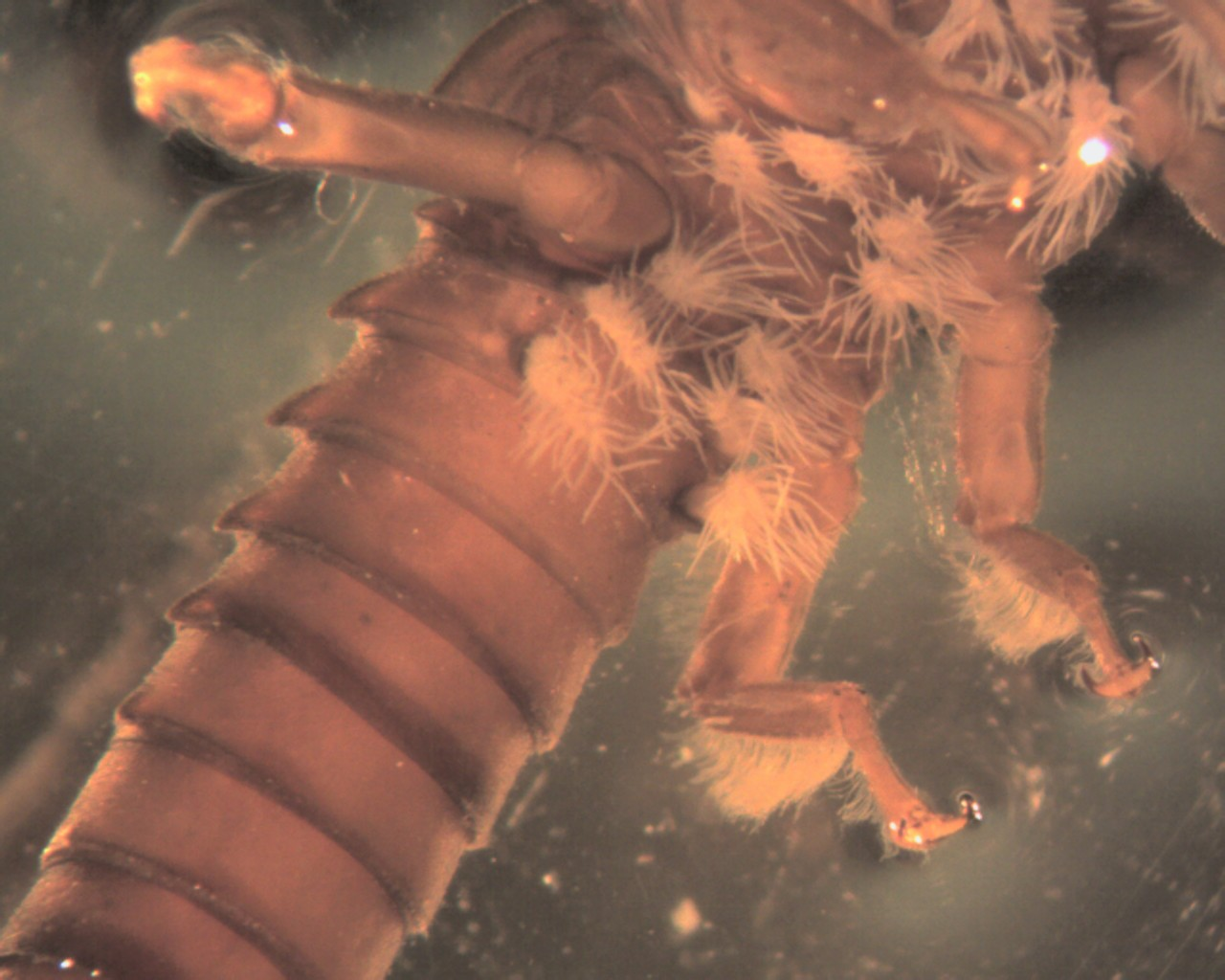